# Grody Czerwieńskie
W treści tego artykułu od 2024-11 występują prawdopodobnie wyrażenia zwodnicze, co nie jest zgodne z zasadami przyjętymi w Wikipedii.
Dokładniejsze informacje o tym, co należy poprawić, być może znajdują się w dyskusji tego artykułu.
 Po wyeliminowaniu niedoskonałości należy usunąć szablon {{Dopracować}} z tego artykułu.
Grody Czerwieńskie, Ziemia czerwieńska (ukr. Червенські городи, węg. Vörösföld) – przyjęta w historiografii nazwa ziem stanowiących w X i XI wieku przedmiot rywalizacji polsko-ruskiej. Główny gród Czerwień z wymienionym obok Przemyślem i innymi grodami występują w latopisie Powieść minionych lat jako należące przed 981 rokiem do „Lachów”.
Dokładna lokalizacja i wielkość obszaru Grodów Czerwieńskich jest przedmiotem dyskusji historyków. Uważa się, że albo stanowiły zachodnią część późniejszej Rusi Czerwonej, albo były jej wcześniejszą nazwą.
Nazwa grodów pochodzi od ich głównego grodu Czerwienia i prawdopodobnie związana jest z handlem owadem czerwcem, który stanowił ważny towar eksportowy jako główny barwnik koloru czerwonego wykorzystywany w produkcji tkanin.

## Znaczenie

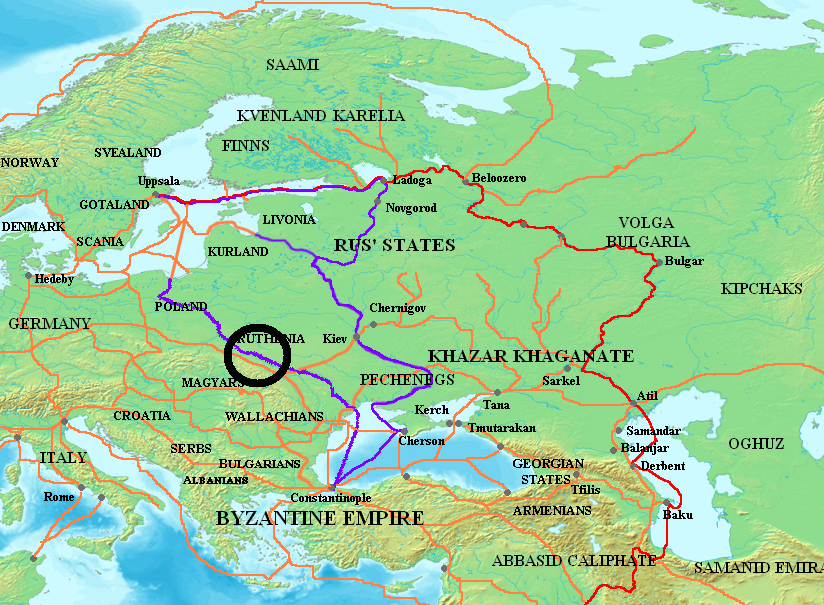
Lokalizacja Grodów Czerwieńskich na mapie szlaków handlowych w VIII-XI wiekach.

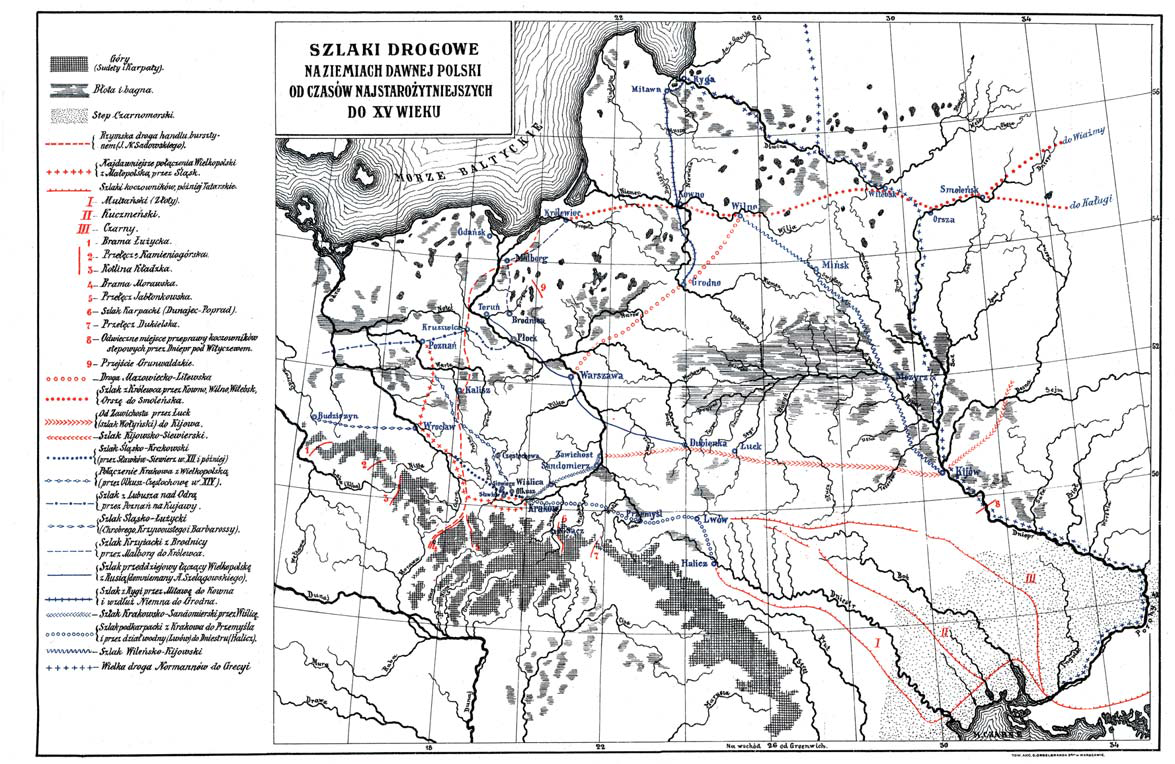
„Szlaki drogowe”, mapa z Geografii ziem dawnej Polski Antoniego Sujkowskiego (1918).

Grody Czerwieńskie miały strategiczne położenie na lądowym transkontynentalnym szlaku handlowym z Europy zachodniej na Bliski Wschód, który wiódł z hiszpańskiej Andaluzji (Kalifat Kordoby) poprzez Francję, Niemcy, czeską Pragę, Bramę Morawską, Kraków i Bramę Przemyską do Morza Czarnego i Kijowa (oraz dalej na Bliski i Daleki Wschód). Tę drogę handlową wyznaczyli i wykorzystywali od połowy X wieku kupcy żydowscy – radanici.
Znaczenie Grodów Czerwieńskich na transkontynentalnym szlaku wzrosło zwłaszcza po zniszczeniu Kaganatu Chazarskiego przez ruskiego księcia Światosława (965/966), gdy dominującą rolę na wschodnim odcinku drogi radanitów przejął Kijów.
Dodatkowo na obszarze Grodów Czerwieńskich szlak transkontynentalny krzyżował się z drogami rzecznymi łączącymi Bałtyk z Morzem Czarnym poprzez odnogi szlaku „od Waregów do Greków”. Jednym z nich był wodny szlak prypecko–bużański umożliwiający połączenie dopływami dorzeczy Wisły i Dniepru. Druga rzeczna droga bałtycko-czarnomorska biegła trasą Wisła–San–Dniestr i w tym rejonie wymagała ok. 70-kilometrowej przewłoki lądem między Sanem a Dniestrem, co zwiększało strategiczne znaczenie tego miejsca.
Kontrola nad obszarem Grodów Czerwieńskich pozwalała zatem kontrolować dużą część handlu między Wschodem a Zachodem.

## Historia przynależności

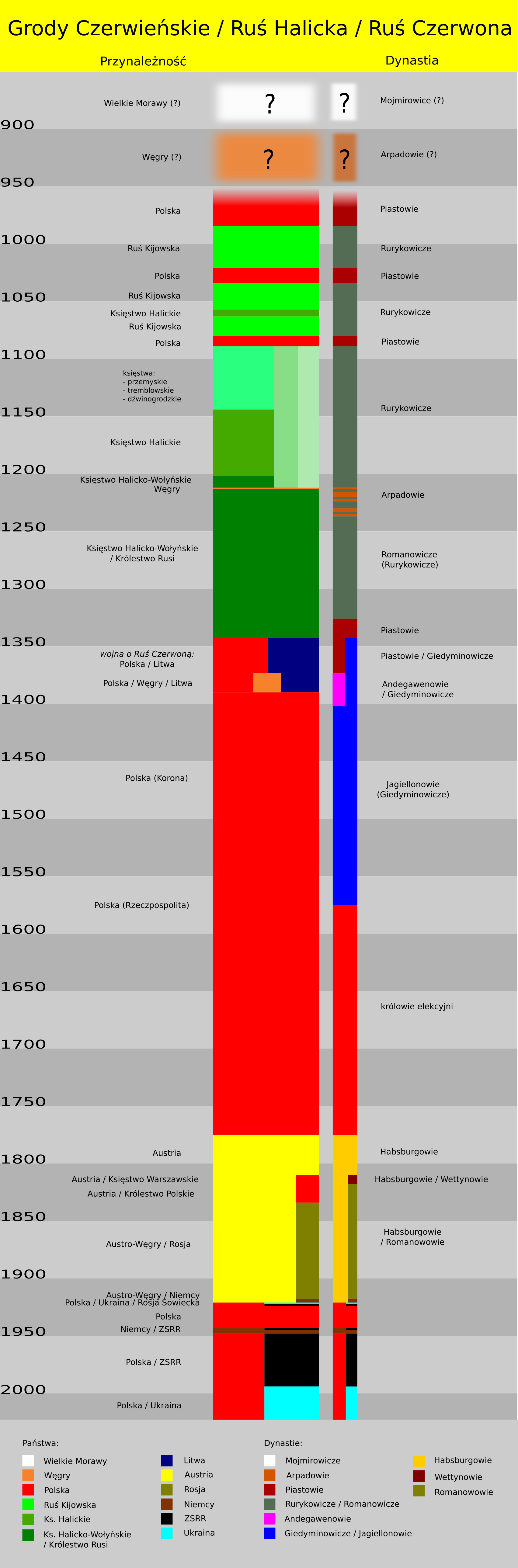
Historia przynależności Grodów Czerwieńskich i Rusi Czerwonej

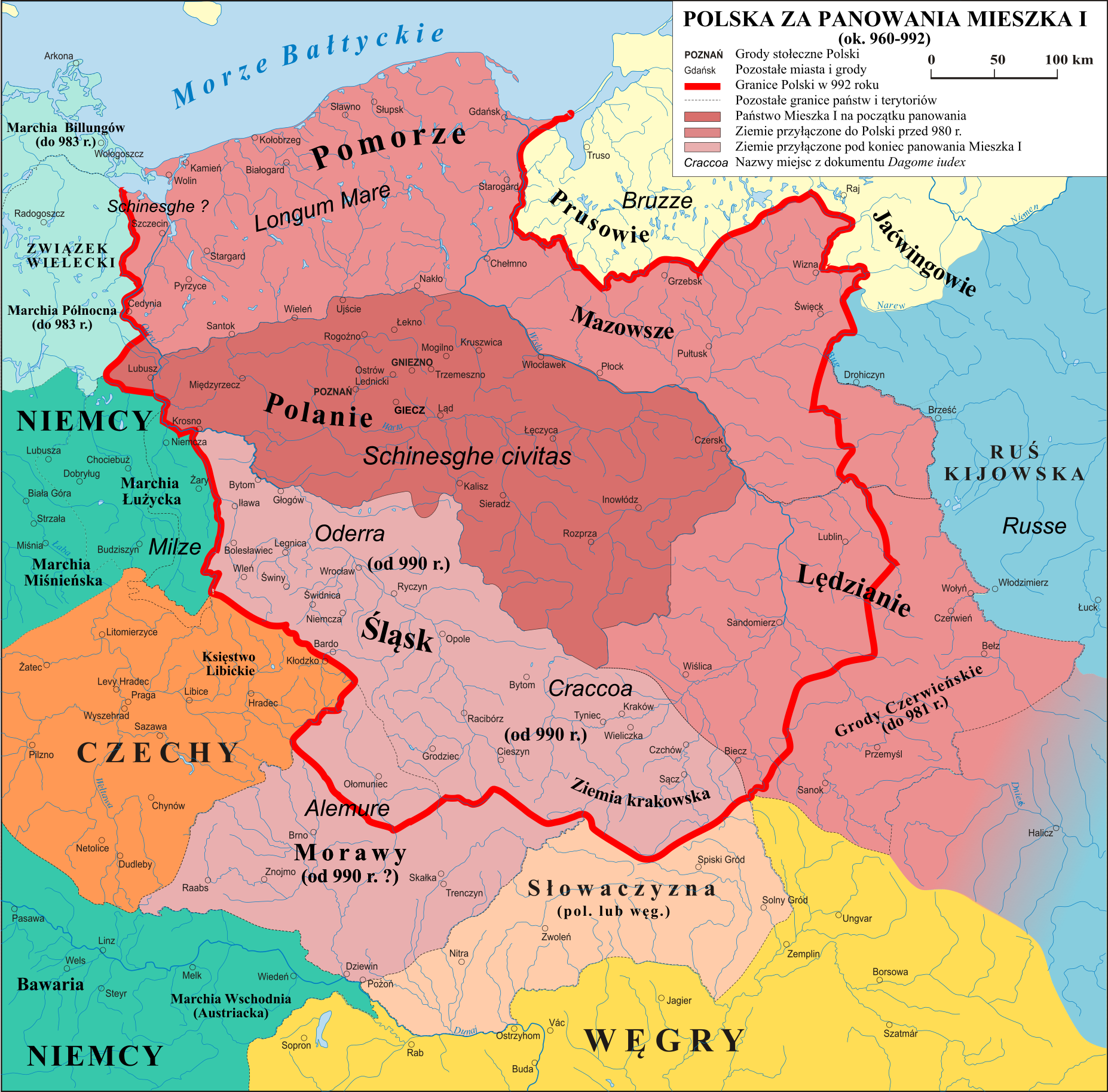
Polska za panowania Mieszka I

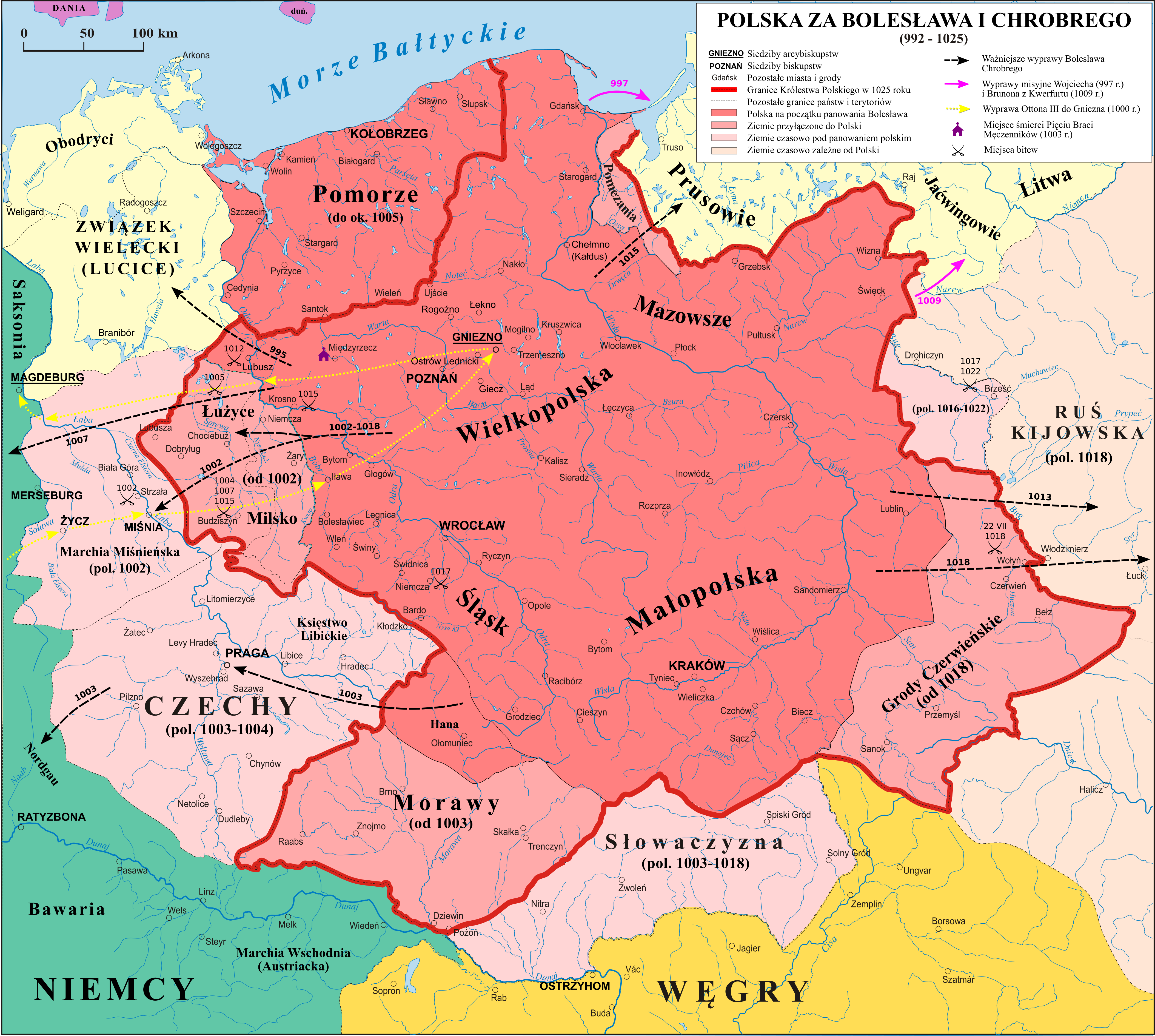
Polska za panowania Bolesława Chrobrego.

### Pierwsza wzmianka
Najstarsze źródła historyczne wspominające Grody Czerwieńske wskazują, że w drugiej połowie X wieku (przed 981 rokiem) należały one do „Lachów”, czyli znajdowały się na obszarze lechickim (według jednej z teorii plemienia Lędzian) lub wprost na terytorium polskiego państwa Mieszka I.
Przynależności tej dowodzi zapiska pod 981 rokiem w Powieści minionych lat, roczniku (latopisie) kijowskim zredagowanym przez Nestora.
Tekst oryginalny:
В лѣт̑  . ҂s҃ . у҃ . п҃ѳ . [6489 (981)] Иде [Володимеръ] к Лѧхомъ и заӕ градъı их̑  . Перемъıшль Червенъ . и инъı градъı . єже суть и до сего дн҃е подъ Русью . В сем же лѣтѣ и Вѧтичи побѣди и възложи на нь дань . ѿ нѧоуга ӕкоже ѡц҃ь єго имаше
Transkrypcja:
W leto 6489 ide [Wołodimer’] k Liachom’ i zaja grady ich: Peremyszl’, Czerwien’, i iny grady jeże sut’ do sego dnie pod’ Rusiu. W sem że letie i Wiaticzi pobiedi i wiezłożi na nia dan’ ot niaouga, jakoże otci (otec) jego imasze
Tłumaczenie polskie:
Roku 6489 [981]. Poszedł Włodzimierz ku Lachom i zajął grody ich: Przemyśl, Czerwień i inne grody, które do dziś dnia są pod Rusią. Tegoż roku i Wiatyczów zwyciężył i nałożył na nich dań od pługa, jaką i ojciec jego brał.
Występujący w zapisie zwrot „ku Lachom” w późniejszych wariantach tekstu występuje również jako „na Lachów” (на ляхи, na liachi). W Powieści minionych lat nazwa Lachy (Lęchy w oryginalnym zapisie wczesną cyrylicą) konsekwentnie oznacza Polaków.
Z tekstu wynika zatem wprost, że w 981 roku książę kijowski Włodzimierz Świętosławowicz (Włodzimierz Wielki, staronord. Waldemar) z wareskiej dynastii Rurykowiczów przedsięwziął wyprawę przeciwko „Lachom”, w wyniku której zagarnął siłą należące wówczas do nich Grody Czerwieńskie, w tym Przemyśl i Czerwień. Wydarzenie to miało więc miejsce za panowania Mieszka I (w odróżnieniu od ochrzczonego księcia polskiego, Włodzimierz był wówczas jeszcze poganinem).
Krótko potem w celu utrzymania zdobytego terytorium władca kijowski założył po wschodniej stronie Bugu – naprzeciw lackiego grodu Wołyń – własny gród Włodzimierz.
Podbój przez Włodzimierza należących do „Lachów” Grodów Czerwieńskich zbiegł się w czasie z jego podbojem zamieszkującego dorzecze Oki plemienia Wiatyczów, którzy – według Nestora – również mieli pochodzić „od Lachów” (ot roda lachow). Również na terytorium Wiatyczów książę kijowski krótko potem założył gród o nazwie Włodzimierz.
Stanisław Zakrzewski uważał, że Włodzimierz w 981 roku wykorzystał zerwanie sojuszu polsko-czeskiego po śmierci Dobrawy (zm. ok. 977-979 r.) i zaangażowanie Mieszka w czeski spór o dziedzictwo po Sławniku z Libic (zm. 18 czerwca 981) i walkę o nieokreślone terytorium znane jako „regnum albatum”. Według historyka Przemyślidzi mogli wykorzystać wówczas małżeństwo Włodzimierza z nieznaną z imienia czeską księżniczką do zawarcia czasowego sojuszu skierowanego przeciw księciu polskiemu.

### Kwestia pierwotnej przynależności
Ze źródeł historycznych wynika zatem, że do 981 roku w skład terytorium polskiego („Lachów”) wchodziły ziemie nad Sanem i Bugiem obejmujące wówczas swym zasięgiem również Grody Czerwieńskie (ich zasięg na wschodzie jest przedmiotem dyskusji, być może obejmowały też ziemie nad górnym Dniestrem, zob. niżej).
Późniejsze konsekwentne utożsamianie „Lachów” z Polakami i państwem polskim sugeruje, że ziemia czerwińska już przed 981 rokiem wchodziła w skład państwa Mieszka I, z czym zgadza się większość polskich historyków. Uważa się, że pierwszy historyczny władca polski sam zdobył to terytorium jakiś czas przed 981 rokiem lub też odziedziczył po swoich poprzednikach. Odrębny pogląd wyraził Gerard Labuda, który utożsamił ówczesnych „Lachów” z plemieniem Lędzian, którzy nie mieli podlegać Mieszkowi.
Źródła nie podają, od jak dawna to terytorium było polskie („Lachów”) oraz jaka była ich przynależność wcześniej. Jeżeli jednak Grody Czerwieńskie obejmowały zarówno ziemie nad Bugiem i Sanem, jak i nad górnym Dniestrem, to najprawdopodobniej władcy piastowscy przejęli je od Węgrów (Madziarów). Mogło nastąpić to po klęsce Węgrów nad rzeką Lech w 955 roku. Potwierdzeniem tego są najstarsze wzmianki o Haliczu nad górnym Dniestrem, który na przełomie IX i X wieku podlegał panowaniu węgierskiemu. Dodatkowo hipotezę tę wspierają dowody archeologiczne na obecność Węgrów w Przemyślu datowane na początek X wieku.
Spektakularną klęskę Węgrów w 955 roku mógł wykorzystać Mieszko (lub jeszcze jego ojciec Siemomysł) do przejęcia kontroli nad ośrodkami położonymi nad Sanem i górnym Dniestrem, które stanowiły ważny węzeł na rzecznym szlaku handlowym z Bałtyku do Morza Czarnego. Ich opanowanie w połowie X wieku mogło znacznie przyczynić się do wzrostu znaczenia Piastów na arenie międzynarodowej, skoro już w 963 roku pojawiają się w kronikach niemieckich jako poważni przeciwnicy.
Historyk Feliks Koneczny uważał, że obszar grodów pierwotnie był „lechicki” (polski). W swojej pracy O pierwotnej polskości Ziemi Chełmskiej i Rusi Czerwonej stwierdzał, że tereny Grodów Czerwieńskich jak i całej Rusi Czerwonej pierwotnie należały do Polaków (Lachów), a Rusini stanowili element „przybyły” (obcy etnicznie) na tych terenach. Uważał, że błędem jest powszechne mniemanie, jakoby Polacy przybyli na te tereny jako osadnicy w drugiej połowie XIV wieku, za Kazimierza Wielkiego.

### Odzyskanie Grodów
Wzmianki historyczne mówią, że w 992 roku, tuż po śmierci Mieszka I, Polacy szykowali się do dużej wojny z Rusią, nie doszła ona jednak do skutku. W następnych latach Bolesław Chrobry zaangażowany był w walki w Czechach i na Połabiu. Po zawarciu z cesarstwem układu merseburskiego w 1013 roku Bolesław wspierany posiłkami niemieckimi przeprowadził wyprawę na Ruś, która jednak nie przyniosła korzyści terytorialnych.
Dopiero w 1018 roku, po zakończeniu wojen z cesarzem i zawarciu układu budziszyńskiego, Bolesław Chrobry wspierany ponownie oddziałami niemieckimi przedsięwziął udaną wyprawę na Kijów, w wyniku której odzyskał dla Polski Grody Czerwieńskie.
Wyprawę kijowską z 1018 roku opisuje zarówno Kronika współczesnego jej Thietmara, jak i Kronika Galla Anonima. Jednak tylko Powieść minionych lat Nestora zawiera wzmiankę o Grodach Czerwieńskich:
Roku 6526 [1018]. Przyszedł Bolesław ze Światopełkiem na Jarosława, z Lachami. Jarosław zaś zebrawszy Ruś i Waregów, i Słowien, poszedł przeciw Bolesławowi i Światopełkowi (...).
Bolesław (...) uciekł z Kijowa, zabrawszy skarby i bojarów Jarosławowych, i siostry jego, a Anastazego z Dziesięcinnej cerkwi przystawił do skarbów, bowiem [ten] pochlebstwem pozyskał jego zaufanie. I ludzi mnóstwo uprowadził ze sobą, i Grody Czerwieńskie zajął dla siebie, i przyszedł do swego kraju.
Przejęcie bogatego skarbu kijowskiego oraz opanowanie kluczowych grodów na skrzyżowaniu dwóch ważnych szlaków handlowych znacznie podniosło pozycję Chrobrego. Choć ostatnie lata panowania Chrobrego są mało znane – ze względu na śmierć w 1018 roku niemieckiego kronikarza Thietmara – to można przypuszczać, że efekty wyprawy kijowskiej zwiększyły jego możliwości militarne oraz pośrednio ułatwiły mu uzyskanie korony w 1025 roku dla niego i jego syna Mieszka. Również w pierwszych latach panowania Mieszka II posiadanie ważnych Grodów Czerwieńskich czyniło z niego ważnego gracza w polityce europejskiej.

### Dalsze dzieje
Następna wzmianka dotyczy wydarzeń z czasu kryzysu państwa polskiego, jaki nastąpił w drugim okresie panowania Mieszka II. W 1030 roku wojska ruskich Rurykowiczów zajęły Bełz, a w 1031 roku w wyniku wyprawy książąt ruskich Jarosława Mądrego i Mścisława Chrobrego wspieranych przez króla norweskiego Haralda III zajęły inne grody Lachów aż po San. Z tego roku pochodzi ostatnia bezpośrednia wzmianka o Grodach Czerwieńskich:
Roku 6539 [1031]. Jarosław i Mścisław zebrali wojów mnogich, poszli na Lachów i zajęli Grody Czerwieńskie znowu, i spustoszyli ziemię lacką, i mnóstwo Lachów przywiedli, i rozdzielili ich. Jarosław osadził swoich nad Rosią, i są do dziś.
Z tekstu wynika, iż duża część ludności lechickiej (lędziańskiej) z tych ziem została wówczas przesiedlona nad rzekę Roś, na południe od Kijowa. Miało to ułatwić administrację kolonistom z Rusi. Dopiero od tego czasu ziemie te miały charakter mieszanego pogranicza polsko-ruskiego.
Ponownie te tereny podporządkował Polsce król Bolesław Śmiały w wyniku jego wypraw kijowskich, które miały miejsce w latach 1069 i 1077–1078. Król polski interweniował na Rusi po odsunięciu od tronu księcia Izjasława spowinowaconego z Piastami (poprzez małżeństwo z Gertrudą, córką Mieszka II). Najpóźniej podczas powrotu z drugiej wyprawy kijowskiej w 1078 roku Bolesław przyłączył ponownie do Polski ziemię czerwieńską.
Za panowania Władysława Hermana, około 1085 roku, nastąpiła jednak utrata Grodów Czerwieńskich. Trafiły one znów pod panowanie książąt ruskich, wchodząc następnie w skład księstwa halicko-włodzimierskiego. W latach 1084–1141 księstwo to uległo podziałowi na księstwa przemyskie, trembowelskie i dźwinogradzkie.
W okresie rozbicia dzielnicowego nadal trwała rywalizacja polsko-ruska o obszar Grodów Czerwieńskich, choć źródła historyczne przestają posługiwać się tą nazwą. Na ziemie te wyprawiali się jako władcy Małopolski między innymi Kazimierz Sprawiedliwy (1182, 1187, 1188) i jego syn Leszek Biały (1199), którzy zdobywali Halicz i wspierali tam jako księcia Romana Halickiego. Po zmianie sojuszów przez Romana i jego śmierci w 1205 roku w bitwie pod Zawichostem (zwycięstwo Małopolski) o ziemię halicko-wołyńską rozgorzały walki polsko-węgierskie. Przejściowo opanował je król Węgier Andrzej II, a następnie książę i król Rusi Daniel Halicki i jego następcy z rodu Romanowiczów. Od 1256 roku księstwo pozostawało w zależności od Złotej Ordy.

### Powrót do Polski
Po śmierci w 1340 roku ostatniego z książąt halicko-włodzimierskich Bolesława Jerzego II, który pochodził z dynastii Piastów, ziemie księstwa zostały zapisane królowi polskiemu Kazimierzowi Wielkiemu. W wyniku sprzeciwu i intryg możnych stały się one jednak przedmiotem wojen i politycznej rywalizacji Polski, Litwy i Węgier, by ostatecznie w 1387 roku ulec podziałowi między Polskę (Ruś Czerwona w tym były obszar Grodów Czerwieńskich) i Litwę (Wołyń). Dopiero w wyniku postanowień unii lubelskiej w 1569 roku wszystkie te ziemie zostały inkorporowane do Korony Królestwa Polskiego.
Od 1387 roku całe terytorium byłych Grodów Czerwieńskich (Ruś Czerwona) znajdowało się w obrębie Korony Królestwa Polskiego, aż do pierwszego rozbioru Polski (1772), gdy zostało zaanektowane przez Austrię. W wyniku rozbiorów a następnie postanowień kongresu wiedeńskiego w 1815 roku większość terytorium Grodów Czerwieńskich znalazła się ostatecznie w zaborze austriackim (Galicja), zaś ziemia chełmska w zaborze rosyjskim.
Po odzyskaniu niepodległości przez Polskę (1918–1921) terytorium dawnych Grodów Czerwieńskich znalazło się w całości w granicach odrodzonego państwa polskiego. Było tak aż do sowieckiej agresji 17 września 1939 roku.
Obecnie ziemie te znajdują się na pograniczu Polski i Ukrainy.

## Hipotezy dotyczące lokalizacji

### Terytorium

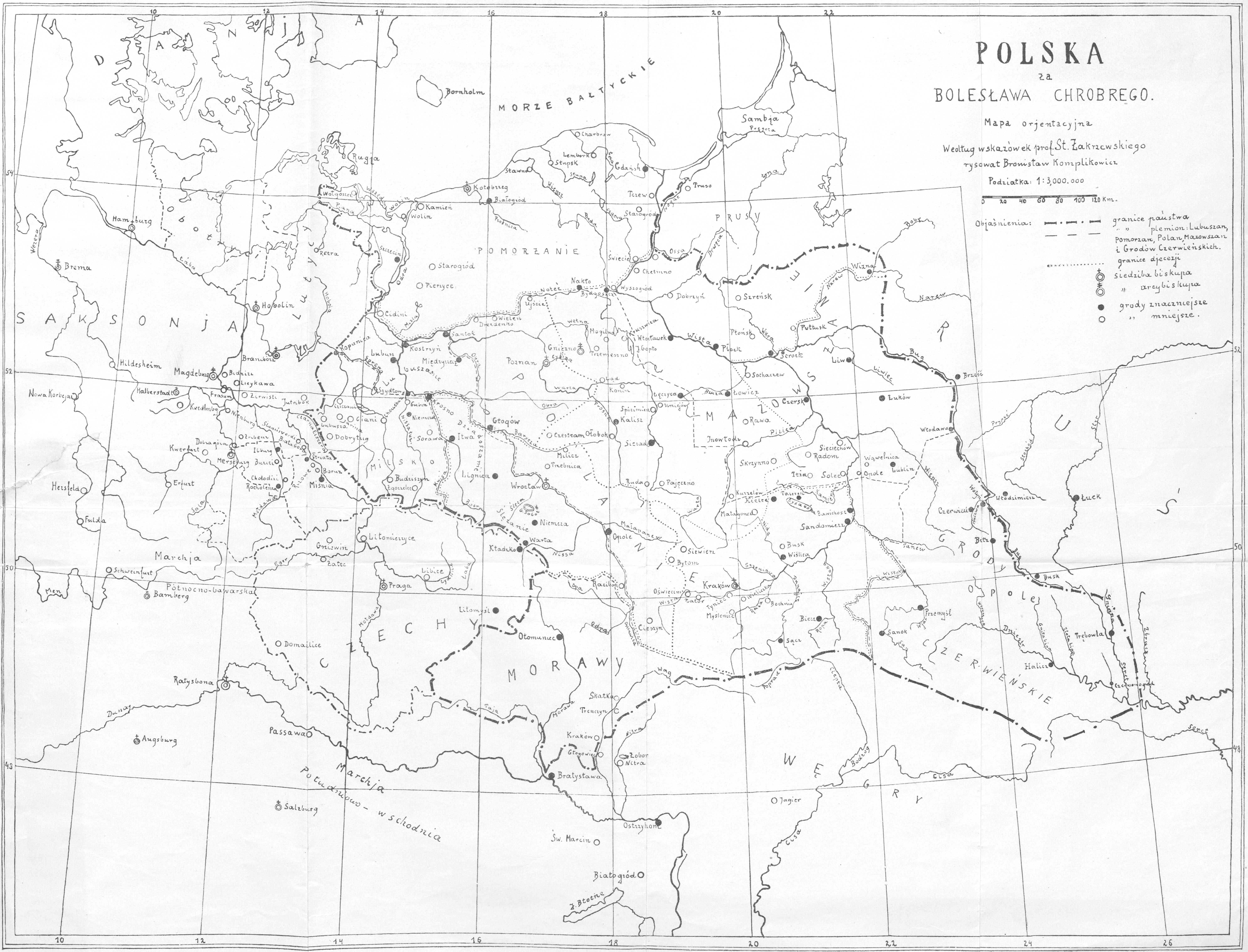
Państwo Bolesława Chrobrego według prof. Stanisława Zakrzewskiego („Bolesław Chrobry Wielki”, 1925). Grody Czerwieńskie przedstawione zgodnie z koncepcją przeważającą w historiografii przed 1945 rokiem. Czerwień jest utożsamiony z Czerwonogrodem na Podolu, nad rzeką Dżuryń, dopływem Dniestru.

W historiografii istnieje spór, jak rozległym terytorium były Grody Czerwieńskie i jak daleko na południowy wschód sięgał ich obszar.
Terytorialnie „grody” uważa się raz za rozległy kraj, który powierzchnią odpowiadać miał przyszłej Rusi Czerwonej lub Halickiej. Innym razem natomiast ogranicza się ich terytorium do samego Czerwienia, który składając się z dwóch grodów, został przedstawiony w źródle za pomocą liczby mnogiej.
Według historyka Aleksandra Jabłonowskiego teren Grodów Czerwieńskich już w XIII wieku najbliżsi sąsiedzi zaczęli określać Rusią Czerwoną. Ruś Czerwona obszarem swym zakreślała teren obejmujący „część Beskidu aż po krawędzie Wołynia. Podobny pogląd wyrażali również Wojciech Kętrzyński i Stanisław Zakrzewski, którzy utożsamiali Grodzy Czerwieńskie z późniejszym terytorium Rusi Czerwonej. Nie zgodził się z tym jednak Władysław Semkowicz, według którego sama nazwa Ruś Czerwona powstała jednak dopiero w XV wieku, podobny pogląd przedstawił w pracy Początki Rusi Henryk Paszkiewicz. W późniejszym czasie argumentami na korzyść tej tezy stały się badania Gerarda Labudy, według których toponimie zachodniosłowiańskie sięgały na wschodzie w przybliżeniu linii wyznaczonej przez rzeki Bug–Złota Lipa–Bystrzyca, wobec czego osiągnęły zdecydowaną większość późniejszej Rusi Czerwonej, mniej więcej tej samej linii sięgała na zachodzie w tym czasie wschodniosłowiańska kultura Łuka-Rajkowiecka.
Po 1945 roku najbardziej przeważającym poglądem stała się teza „średnia”, wypracowana w 1925 roku przez Władysława Semkowicza i rozwinięta następnie przez Józefa Widajewicza, uznająca „Grody Czerwieńskie” za obszar całkiem rozległy, bo obejmujący swym zasięgiem w przybliżeniu przyszłą ziemię chełmską, bełską, przemyską, sanocką, częściowo wołyńską i inne pobliskie ziemie. W odróżnieniu od „dużej” koncepcji Kętrzyńskiego i Zakrzewskiego, w koncepcji „średniej” terytorium nie obejmuje ziemi halickiej, co odpowiada późniejszym uwarunkowaniom etnicznym (tzw. linia Curzona) oraz sytuacji politycznej po 1945, jednocześnie jednak umniejsza strategiczne znaczenie Grodów.
Według koncepcji Semkowicza wschodnia granica Grodów Czerwieńskich, opierająca się w dużej mierze na europejskim dziale wodnym, biegła górnym Dniestrem do rzeki Wereszycy, następnie wzdłuż Wereszycy, w jej górnym biegu, przechodząc kilka kilometrów na południe od Pełtwi i późniejszego miasta Lwowa, skręcała aż do Styru, wzdłuż którego biegła na krótkim odcinku, by wreszcie powrócić na linię Bugu. Niektórzy badacze zaliczają do „grodów” także Brześć z przyległymi ziemiami położonymi po zachodniej stronie ostatniej wymienionej rzeki. Z takim zasięgiem terytorialnym „grodów czerwieńskich” spotkamy się w większości współczesnych opracowań popularnonaukowych i naukowych, które traktują „grody” jako praterytorium wyżej wspomnianej Rusi Czerwonej.
Mniej prawdopodobnym jest wniosek, uznający tylko przyszłą ziemię chełmską za pierwotne terytorium „grodów”. Dla poparcia tej tezy wyzyskuje się informacje źródłowe, jak i znaleziska archeologiczne. Niektórzy archeolodzy, biorąc za przykład odnajdywane w Czermnie przedmioty, ocenili oddziaływanie grodu tam się onegdaj znajdującego na bardzo małe, bo sięgające co najwyżej 40 km. Najnowsze badania wykopalisk obalają tę tezę. Natomiast źródła – nie określając dokładnych granic „grodów czerwieńskich” – mówią przynajmniej tyle, że nie należał do nich pobliski Czerwieniowi Bełz. Dodać należy, że późniejsze notatki wyraźnie rozgraniczają Czerwień od miast wołyńskich i Przemyśla.
Jeśli zaś przyjmiemy identyfikację utożsamiającą nestorowy Peremyszl nie z Przemyślem, a z Peremylem nad Styrem, to wynika stąd obraz terytorialny Grodów Czerwieńskich jako ziem pomiędzy górnym Styrem a Huczwą.
Według jednej z teorii (Gerard Labuda) wzmiankowani w „Powieści minionych lat” „Lachowie” utożsamiani są z mieszkającym tym terenie plemieniem Lędzian, które stanowić miało zaporę przed parciem Rusi na zachód. Świadczyć mógłby o tym system obronny Lędzian, skierowany w kierunku południowo-wschodnim, w którym kluczową rolę odgrywał Czerwień (utożsamiany z grodziskiem Czermno) i Bełz oraz zaplecze gospodarcze położone na zachodnim brzegu Huczwy. Jednak z innych wzmianek o Lachach w „Powieści minionych lat” wynika, że nazwa ta miała szersze znaczenie i zawsze oznaczała ogół Polaków oraz inne plemiona lechickie, np. Wiatyczów i Radymiczów.

### Główne ośrodki

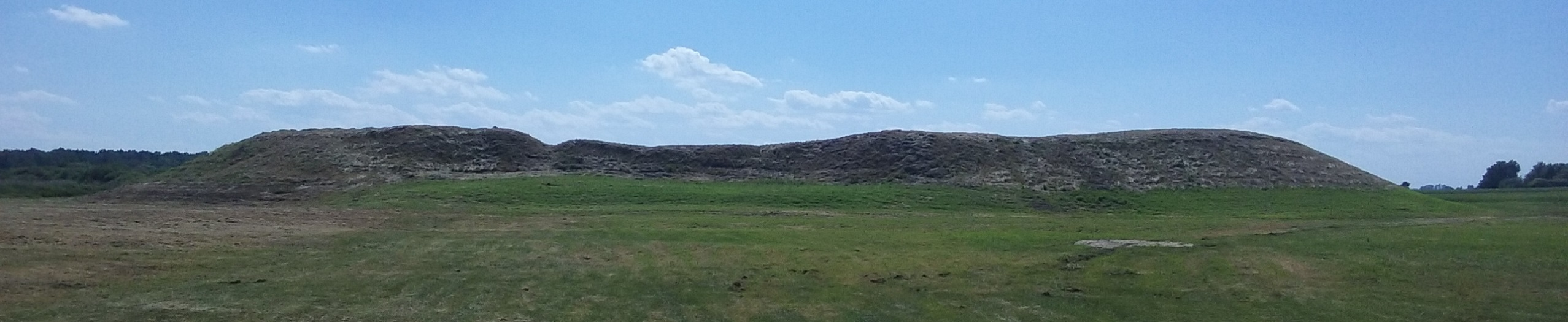
Grodzisko w Czermnie zwykle utożsamiane z grodem Czerwień

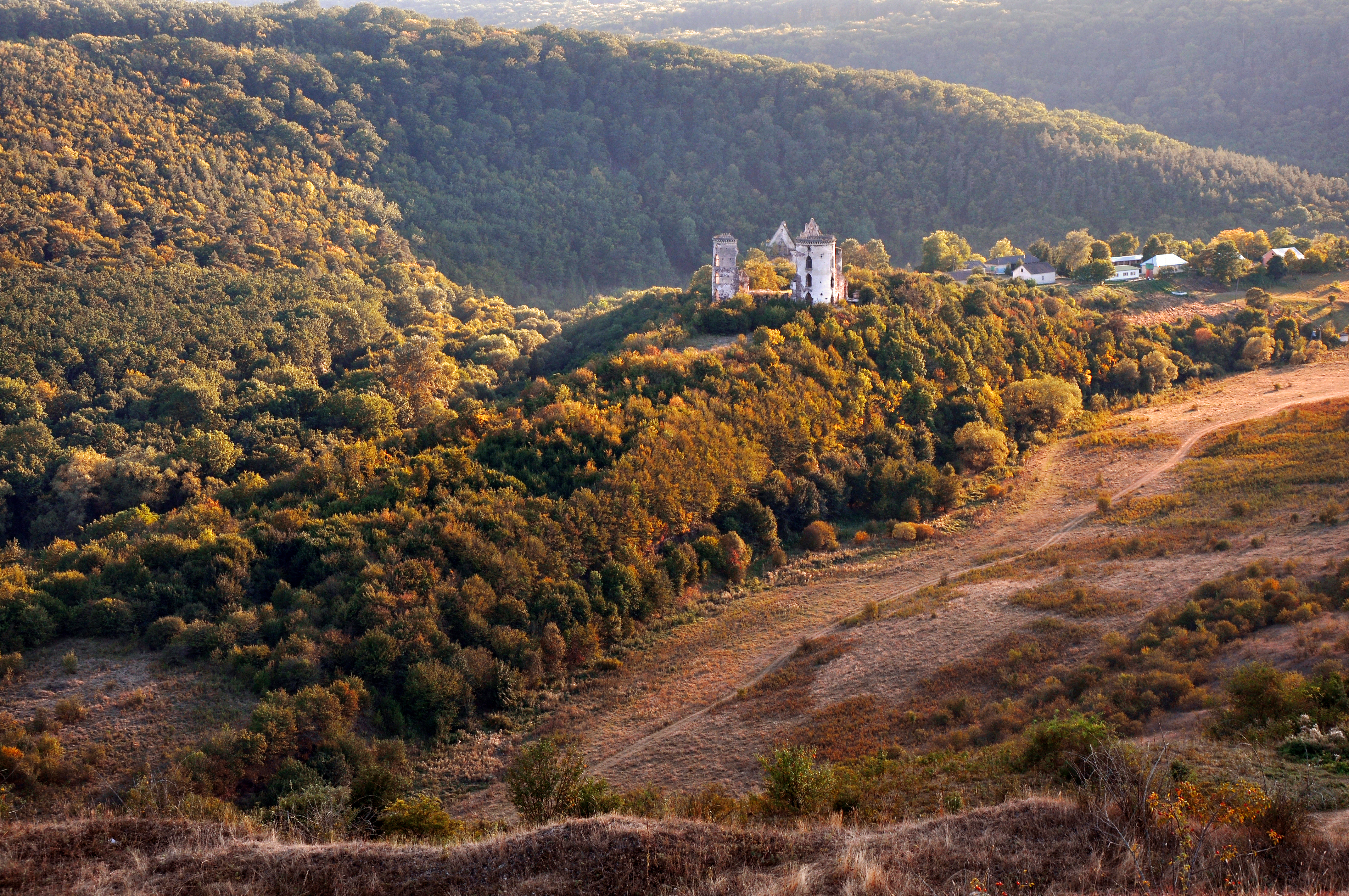
Zamek w Czerwonogrodzie nad Dniestrem, miejsce dawniej utożsamiane z grodem Czerwień

W sprawie przewodniego ośrodka administracyjnego większość współczesnych historyków zgadza się, że był nim Czerwień, choć bywają próby uznania Czerwienia za nazwę bliżej nieokreślonego terytorium. Pomimo wszystko zawsze łączy się go z „grodami” z oczywistych względów – ich zbiorcza nazwa pochodzi niewątpliwie od Czerwienia. Jego lokalizacja jest jednak nieokreślona i pozostaje w sferze hipotez.
W historiografii współczesnej przeważa pogląd że dawny Czerwień znajdował się w miejscu grodziska położonego w pobliżu wsi Czermno, 40 km na wschód od Zamościa, nieopodal Hrubieszowa. Znaczącą rolę tego grodziska potwierdzają znaleziska archeologiczne i relacje źródłowe. Potwierdzają to również ślady położonego na podgrodziu murowanego romańskiego kościoła.
Najbardziej miarodajnym przekazem dotyczącym położenia Czerwienia wydaje się zapis w kolejnej kronice ruskiej (tzw. Ipatjewskiej) pod rokiem 1205 o walce Litwinów u wrót Czerwienia. Litwini mieli wojować jednocześnie koło Kumowa, a zastawę wojskową trzymać przy wsi Uchanie. Ten przekaz wspiera tezę o położeniu Czerwienia w późniejszej ziemi chełmskiej.
Niegdyś Czerwień lokalizowano znacznie dalej na wschód – nad Dniestrem, w miejscu Czerwonogrodu koło Zaleszczyk na Podolu Zachodnim. Pogląd ten popierali swoim autorytetem między innymi Wojciech Kętrzyński oraz Stanisław Zakrzewski, autorzy przedwojennych monografii o Mieszku I i Bolesławie Chrobrym, którzy utożsamiali Grody Czerwieńskie z Rusią Czerwoną. Autorzy ci argumentowali m.in., że ze względów językowych nie da się powiązać nazwy Czermno z nazwą Czerwień, a także, że gród w Czermnie nie odgrywał w późniejszej historii żadnej ważnej roli. Natomiast Czerwonogród nad Dniestrem był ważnym ośrodkiem administracyjnym w Rusi Czerwonej, a jego nazwa dokładnie odpowiada nazwie znanej z latopisów. Z różnych przyczyn, również politycznych (Czerwonogród i dawna ziemia halicka znalazły się w granicach Związku Radzieckiego), koncepcję tę zarzucono w polskiej historiografii po 1945 roku.
Drugim z Grodów Czerwieńskich o dużym znaczeniu był „Peremyszl”. Powszechnie uważa się, że ta nazwa oznacza obecny Przemyśl. Istnieje jednak pogląd, że Przemyśl nie stanowił jednolitej jednostki terytorialnej z terenami nad górnym Bugiem. W związku z tym wysuwa się koncepcję, że gród Nestora to Peremyl nad górnym Styrem, co pozostaje w zgodzie z „Dokumentem Biskupstwa Praskiego”.
Grodem wiązanym z ziemią czerwieńską jest grodzisko we wsi Sąsiadka (dawniej Sutiejsk, znany z zapisków od 1097 r.) w gminie Sułów w powiecie zamojskim. Kolejnym grodem mógł być gród w Gródku koło Hrubieszowa identyfikowany z grodem Wołyń.
Ostatnie odkrycia archeologiczne pokazały, iż kolejnym ważnym grodem był gród Lubaczów. Grodem wchodzącym w skład tego obszaru mógł być gród w miejscowości Busówno.

### Grody Czerwieńskie w atlasach historycznych
Przed rokiem 1945 powszechnie w atlasach historycznych przedstawiano zasięg Grodów Czerwieńskich pokrywający się z terytorium późniejszej Rusi Czerwonej. Po roku 1945 przyjęto koncepcję Władysława Semkowicza, która znalazła odzwierciedlenie w wydawanych w czasach PRL atlasach historycznych, na przykład wznawianym wielokrotnie Małym atlasie historycznym z 1952 roku, którego Semkowicz był współautorem, w praktyce jednak często obszar według jego koncepcji był ograniczany.

## Upamiętnienie
11 czerwca 1939 w Tołszczowie poświęcono „pierwszy na ziemiach polskich pomnik ku uczczeniu odzyskania grodów czerwieńskich”.